# Miloslav Navrátil
Miloslav Navrátil (* 25. Februar 1958) ist ein tschechischer Dartspieler.

## Karriere
Miloslav Navrátil nahm 2006 beim World Masters teil, schied jedoch bereits in der Vorrunde aus. Im Folgejahr konnte er sich als erster Tscheche in der Geschichte für eine PDC-Weltmeisterschaft qualifizieren. Bei der PDC World Darts Championship 2008 konnte er bei seinem Debüt den Philippiner Rizal Barellano in der Vorrunde mit 5:0 besiegen. In der 1. Runde schied er dann schließlich gegen Andy Jenkins aus.

## Weltmeisterschaftsresultate
- 2008: 1. Runde (2:3-Niederlage gegen  Andy Jenkins)